# Johannes Kretz

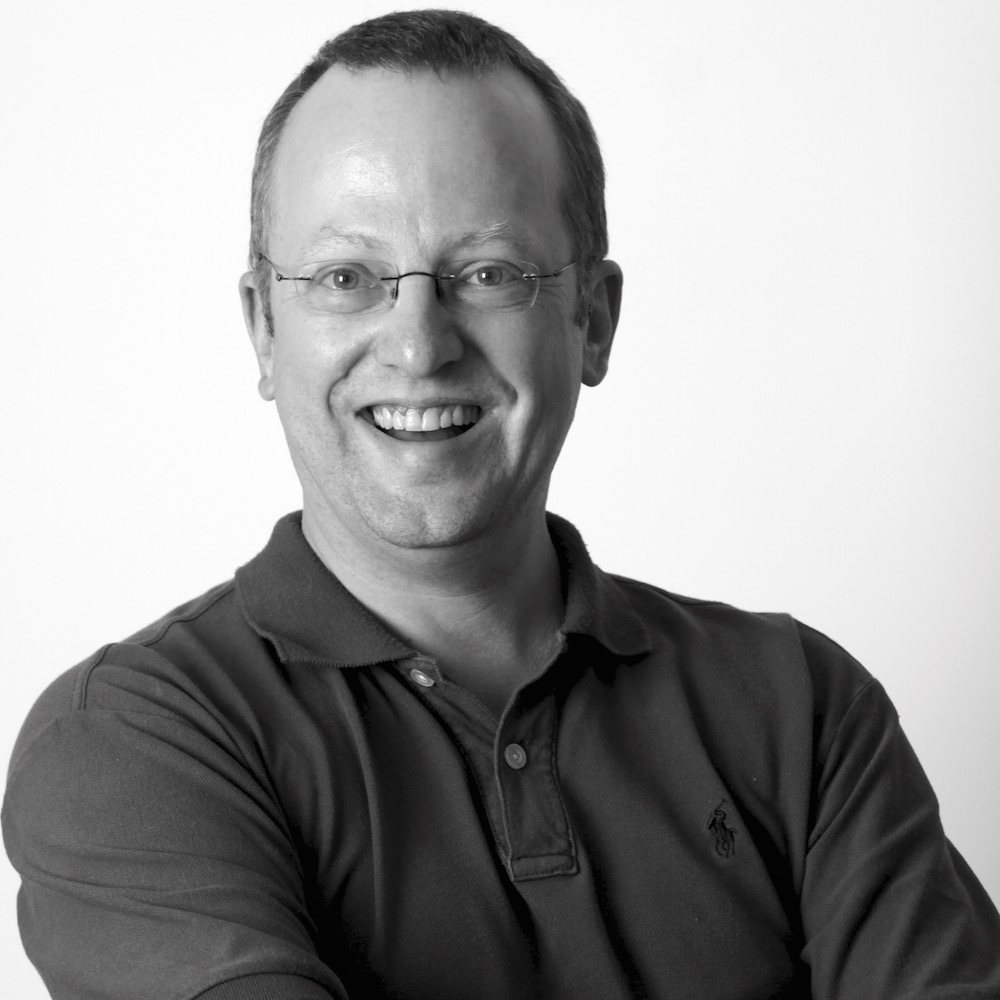
Johannes Kretz (©Reza Eshtehardi).

Johannes Kretz (* 8. Mai 1968 in Wien) ist ein österreichischer Komponist und Lehrer für Computermusik und Musiktheorie. Er lebt und arbeitet in Wien und komponiert auf dem Gebiet neuer klassischer Musik, darunter Musiktheater- und Orchesterwerke, Kammermusik, Kirchenmusik und elektronische Musik.

## Lebensweg

### Ausbildung
Von 1986 bis 1994 studierte Kretz an der Wiener Musikhochschule Komposition bei Francis Burt und Michael Jarrell, des Weiteren Musikerziehung und Mathematik an der Universität Wien. In den Jahren 1992 bis 1993 studierte er Computermusik am IRCAM in Paris, unter anderem bei Marco Stroppa und Brian Ferneyhough.

### Pädagogisches Wirken
In den Jahren 1996 bis 2001 war Kretz Lehrer für Tonsatz/Komposition am Konservatorium der Stadt Wien. Seit 1997 ist er Lehrer für Computermusik an der Musikuniversität Wien, seit 2001 auch Tonsatz, Formenlehre und Gehörbildung, und seit 2004 auch Komposition.
Von 1994 bis 2003 arbeitete er als Assistent/Professor für Computermusik beim Internationalen Bartok-Seminar in Szombathely (Ungarn). 
Eine Gastprofessur für Kirchliche Komposition hatte Kretz in den Jahren  2005/06 an der Kunstuniversität Graz inne.

### Künstlerisches Wirken
Kretz erhielt Aufträge unter anderem von Wiener Konzerthaus, Klangforum Wien, ensemble xx. jahrhundert, ensemble online, Vienna Flautists, quartett22, Internationalen Lemgoer Orgeltage, Haller Bachtage, Triton Trombone Quartett, Wiener Kammerchor. des Weiteren hatte er Aufführungen in Österreich, Deutschland, Frankreich, Ungarn, Litauen, Polen, Türkei, Südkorea und Argentinien. Er ist Gründungsmitglied des NewTonEnsemble und der internationalen Komponistengruppe PRISMA. Als Nachfolger Alexander Kukelkas war er von April bis Juni 2020 Präsident des Österreichischen Komponistenbundes (ÖKB). Seit 2020 leitet er das ARC  –  Artistic Research Center der mdw.

### Forschung
Seit 2008 leitet Kretz das Zentrums für innovative Musiktechnologie (ZiMT) und von 2018 bis 2021 leitete er das dreijährige artistic research-Projekt creative (mis)understandings.

## Auszeichnungen
- 1997: Österreichisches Staatsstipendium
- 2001: Preis Stiftung Delz, Schweiz
- 2004: Theodor Körner Preis
- 2004: Förderungspreis der Republik Österreich